# Le Petit Vingtième

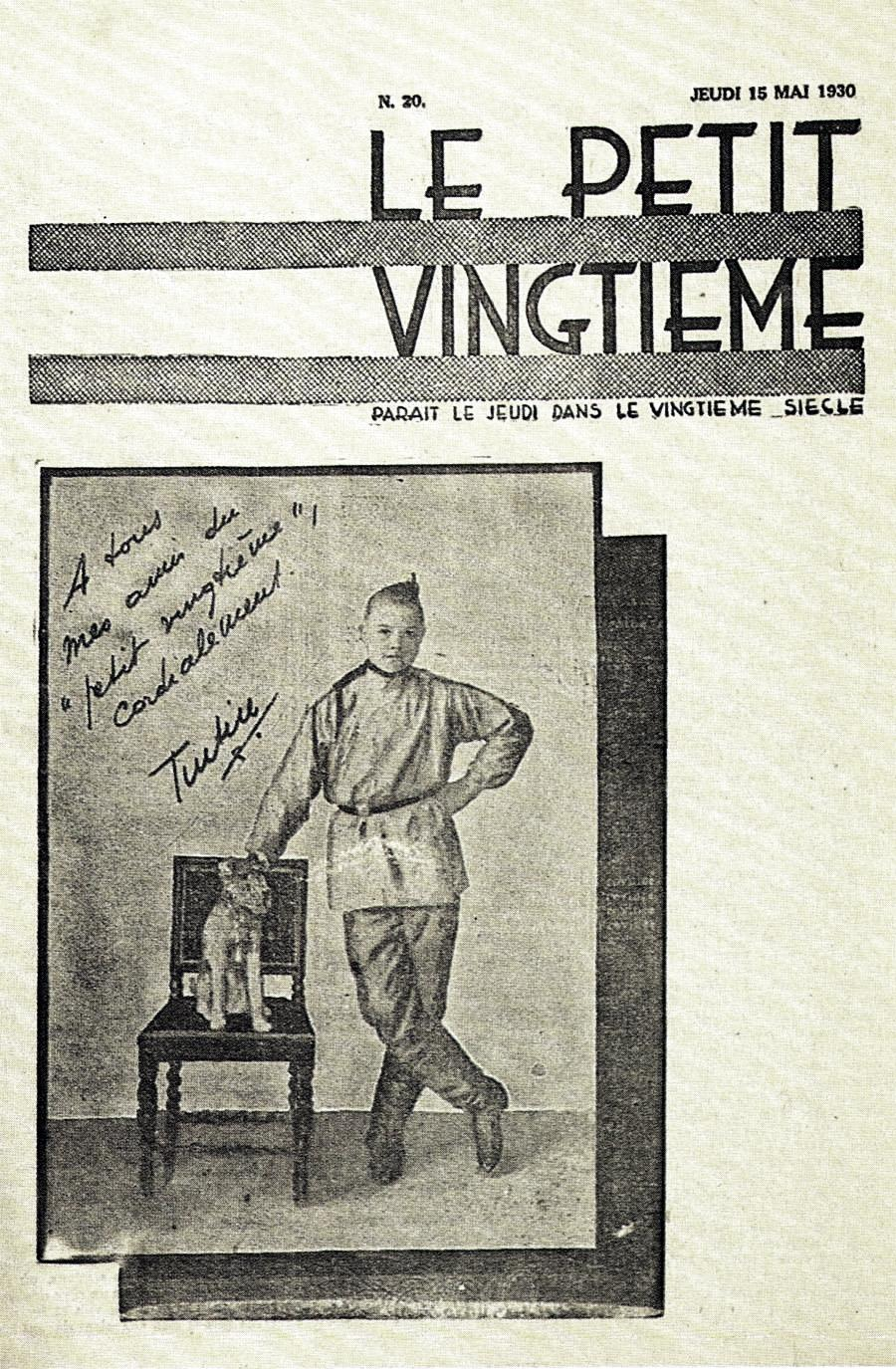
Eine Ausgabe von Le petit Vingtième (15. Mai 1930)

Le Petit Vingtième war die Kinderbeilage der belgischen Zeitung Le Vingtième Siècle. In Le Petit Vingtième erschienen die Comics des Zeichners Hergé (z. B. Tim und Struppi). Die Zeitung erschien jeden Donnerstag.

## Geschichte
Le Vingtième Siècle war eine katholisch-konservative Zeitung, die in Brüssel herausgegeben wurde. 1925 arbeitete dort Hergé, der Schöpfer von Tim und Struppi, dessen erste Geschichten auch in Le Petit Vingtième erschienen.
Im Jahr 1928 begann Pfarrer Norbert Wallez die Zeitung mit einer Kinderbeilage zu ergänzen. Die Beilage Le Petit Vingtième wurde gegründet. Diese erschien jeden Donnerstag und war acht Seiten lang. Hergé wurde der Chefredakteur. Am 1. November 1928 erschien die erste Ausgabe mit einem von ihm und dem Sportredakteur der Zeitung gezeichneten Comic Les Aventures de Flup, Nénesse, Poussette et Cochonnet. Nur wenige Monate später, am 10. Januar 1929, erschien die erste Tim-und-Struppi-Comicgeschichte. Am 23. Januar 1929 wurde die Zeitung von 8 auf 16 Seiten verlängert.
Am Ende der ersten drei Tim-und-Struppi-Geschichten wurde für die Zeitung, am Gare du Nord von Brüssel die Ankunft von Tim aus der Sowjetunion inszeniert.
Es erschienen in den nächsten Jahren noch weitere Comicgeschichten, wie Stups und Steppke oder Paul und Virginia.
Im Februar 1940 wurde die Zeitung auch ins Niederländische übersetzt. Im Mai 1940 musste die Zeitung Le Vingtième Siècle wegen des Zweiten Weltkriegs eingestellt werden. So gab es dann auch Le Petit Vingtième nicht mehr.

## Tim-und-Struppi-Veröffentlichungen
- Tim im Lande der Sowjets: 10. Januar 1929 – 8. Mai 1930: 1000 Exemplare
- Tim im Kongo: 5. Juni 1930 – 11. Juni 1931: Tims Ankunft am 9. Juli 1931 am Brüssler Nordbahnhof (110 Seiten)
- Tim in Amerika: 3. September 1931 – 20. Oktober 1932 (120 Seiten)
- Die Zigarren des Pharaos (veröffentlicht als Tim im Orient): 8. Dezember 1932 – 2. August 1934 (124 Seiten)
- Der Blaue Lotos: 9. August 1934 – 17. Oktober 1935 (124 Seiten)
- Der Arumbaya-Fetisch: 5. Dezember 1935 – 25. Februar 1937
- Die Schwarze Insel: 15. April 1937 – 16. Juni 1938 (124 Seiten)
- König Ottokars Zepter  (veröffentlicht als Tim in Syldavien): 4. August 1938 – 10. August 1939 (106 Seiten)
- Im Reiche des Schwarzen Goldes: 28. September 1939 – 8. Mai 1940 (unvollendet)

## Stups-und-Steppke-Veröffentlichungen
Zwischen 1930 und 1940 wurden rund 310 Stups-und-Steppke-Comics in Le Petit Vingtième veröffentlicht. Alle in Schwarz-weiß. Zwei Alben wurden im zeitungseigenen Verlag Edition du Petit Vingtième veröffentlicht. Die meisten später auch bei Casterman.
Alben mit Originaltitel:
- Quick et Flupke gamins de Bruxelles, 1931
- Les nouveaux exploits de Quick et Flupke gamins de Bruxelles: 2ème série, 1932

## Weitere Veröffentlichungen
- Paul und Virginia bei den Langohr-Indianern, 1934 (von dieser Geschichte gab es mehrere ähnliche Versionen, die in Le Petit Vingtième erschienen)

## Sonstiges
Im Jahr 2011 war im Film Die Abenteuer von Tim und Struppi – Das Geheimnis der Einhorn die Zeitung zu sehen, in der Tim liest.